# Carmiña (Su historia de amor)
Carmiña (Su historia de amor) es una película de Argentina filmada en Eastmancolor dirigida por Julio Saraceni según el guion de Abel Santa Cruz que se estrenó el 27 de marzo de 1975 y que tuvo como actores principales a María de los Ángeles Medrano y Arturo Puig.
En 1959 un radioteatro que se emitía por Radio El Mundo protagonizado por Elcira Olivera Garcés y Jorge Salcedo, titulado María Sombra inspiró la telenovela Nuestra Galleguita que interpretó Laura Bove. Después siguieron, siempre en televisión, Adiós Galleguita, Los parientes de la Galleguita y Carmiña. En 1971 se filmó una primera versión cinematográfica, dirigida en Perú por Tito Davison y titulada Natacha.

## Sinopsis
Ambientada en la década de 1930, el hijo mayor de una familia adinerada se enamora de una joven que emigró de España y trabaja en la casa como mucama.

## Reparto
- María de los Ángeles Medrano… Carmen Cervantes "Carmiña"
- Arturo Puig…Raúl Pereyra
- Ricardo Morán…Pedro
- Carlos Vanoni…Carlos Pereyra
- Yayi Cristal…Teresa Pereyra
- Betiana Blum…Elvira
- Ricardo Castro Ríos…Héctor Grimaldi
- Eloísa Cañizares…Sra. de Pereyra
- Carlos Lagrotta…Don Leopoldo Pereyra
- Augusto Codecá…Padre de Elvira
- Guillermo Campos
- Virginia Romay…Madre Superiora
- Jesús Pampín…Jardinero
- Estela Vidal madre de Elvira.
- Julián Bourges
- María Danelli ... Esposa de Grimaldi
- Ana María Nemi
- Juan Quetglas
- Stella Maris Lanzani…Monja
- Ricardo Gómez
- Wagner Mautone
- José María Pomares
- Eduardo Bruni

## Comentarios
Gente escribió:

«Consejo: el novelón casero, una verdadera antigualla.»

Armando Dekker en La Opinión escribió:

«En colores, Carmiña revela iguales intenciones que en televisión.»

Manrupe y Portela escriben:

«Versión cinematográfica de una telenovela de gran éxito, que gana en el colorido de las danzas típicas pero que no sale de lo convencional.»